# Amerikansk sparvhök
Amerikansk sparvhök (Accipiter striatus) är en amerikansk fågel i familjen hökar inom ordningen hökfåglar. Den förekommer över ett mycket stort utbredningsområde i Nord- och Sydamerika. 

## Utbredning och systematik
Amerikansk sparvhök delas in i fem underartsgrupper med följande utbredning:
- striatus-gruppen
  - Accipiter striatus fringilloides – på Kuba
  - Accipiter striatus striatus – på Hispaniola
  - Accipiter striatus venator – på Puerto Rico
- velox-gruppen
  - Accipiter striatus perobscurus – på Haida Gwaii (Queen Charlotte Islands) och förmodligen även utmed British Columbias närliggande kustområde
  - Accipiter striatus velox – från Alaska och Kanada till södra USA. Övervintrar så långt söderut som Panama.
  - Accipiter striatus suttoni – från allra sydligaste New Mexico till sydöstra Mexiko (Veracruz)
- Accipiter striatus madrensis – i västra Mexiko (Guerrero och västra Oaxaca)
- Accipiter striatus chionogaster – i höglandets ek- och tallskog från södra Mexiko (Chiapas) till Nicaragua.
- Accipiter striatus ventralis – i Anderna från Colombia och västra Venezuela till västra Bolivia
- Accipiter striatus erythronemius – från Bolivia och Paraguay till norra Argentina och södra Brasilien

## Status och hot
Arten har ett stort utbredningsområde, men tros minska i antal, dock inte tillräckligt kraftigt för att den ska betraktas som hotad. Internationella naturvårdsunionen IUCN listar arten som livskraftig (LC). Världspopulationen uppskattas till mellan 300 000 och 520 000 adulta individer.

## Bildgalleri

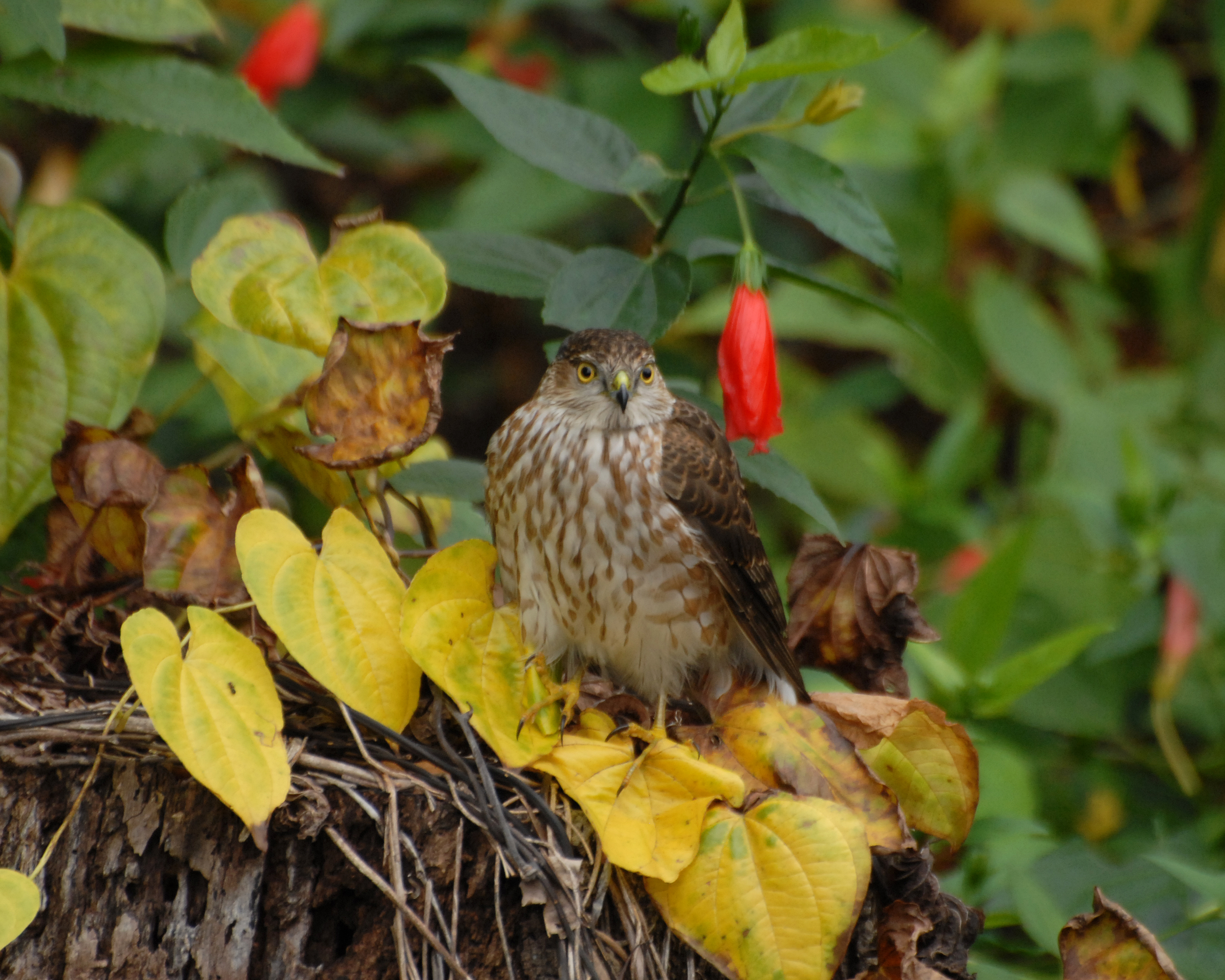
Juvenil
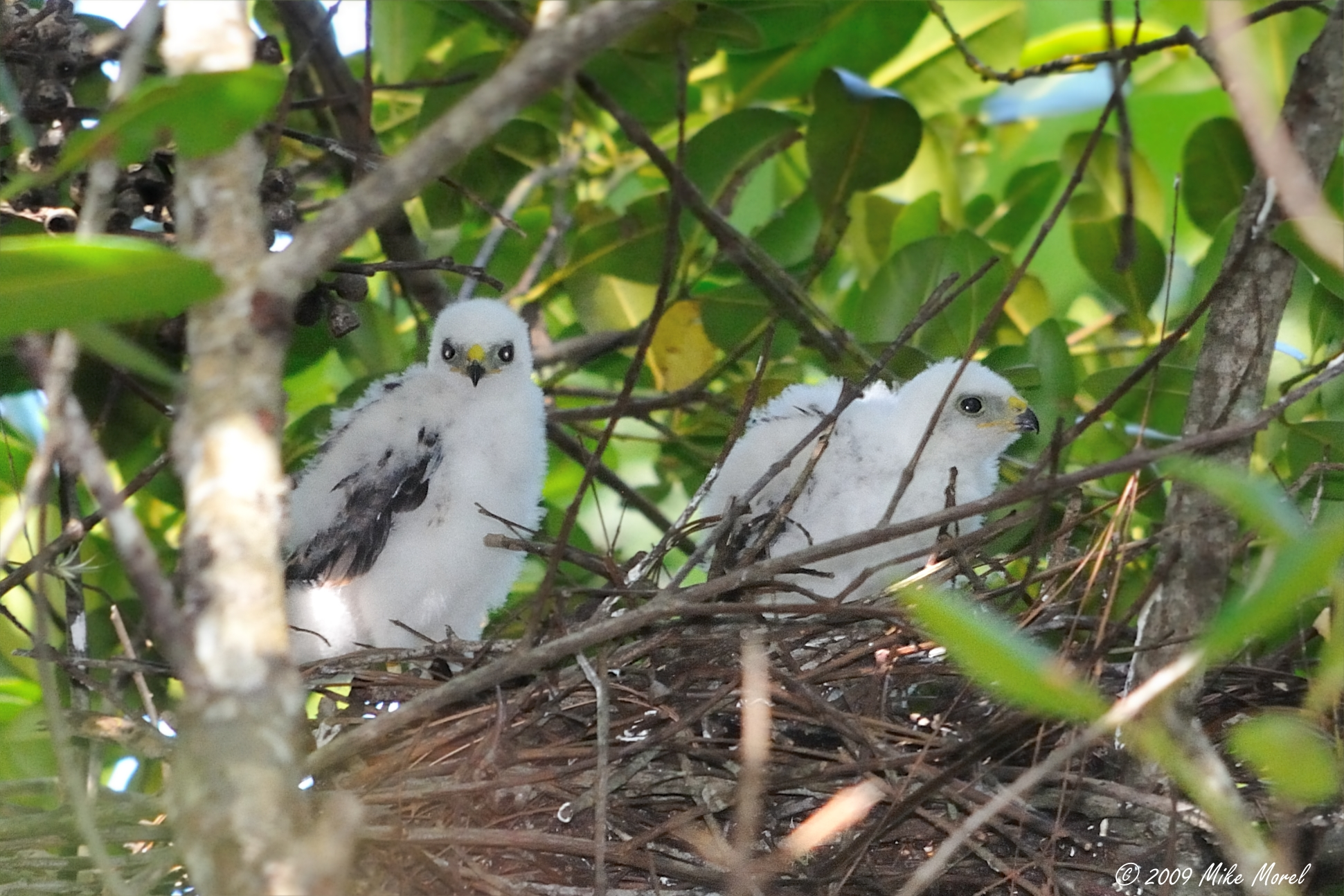
Dunungar
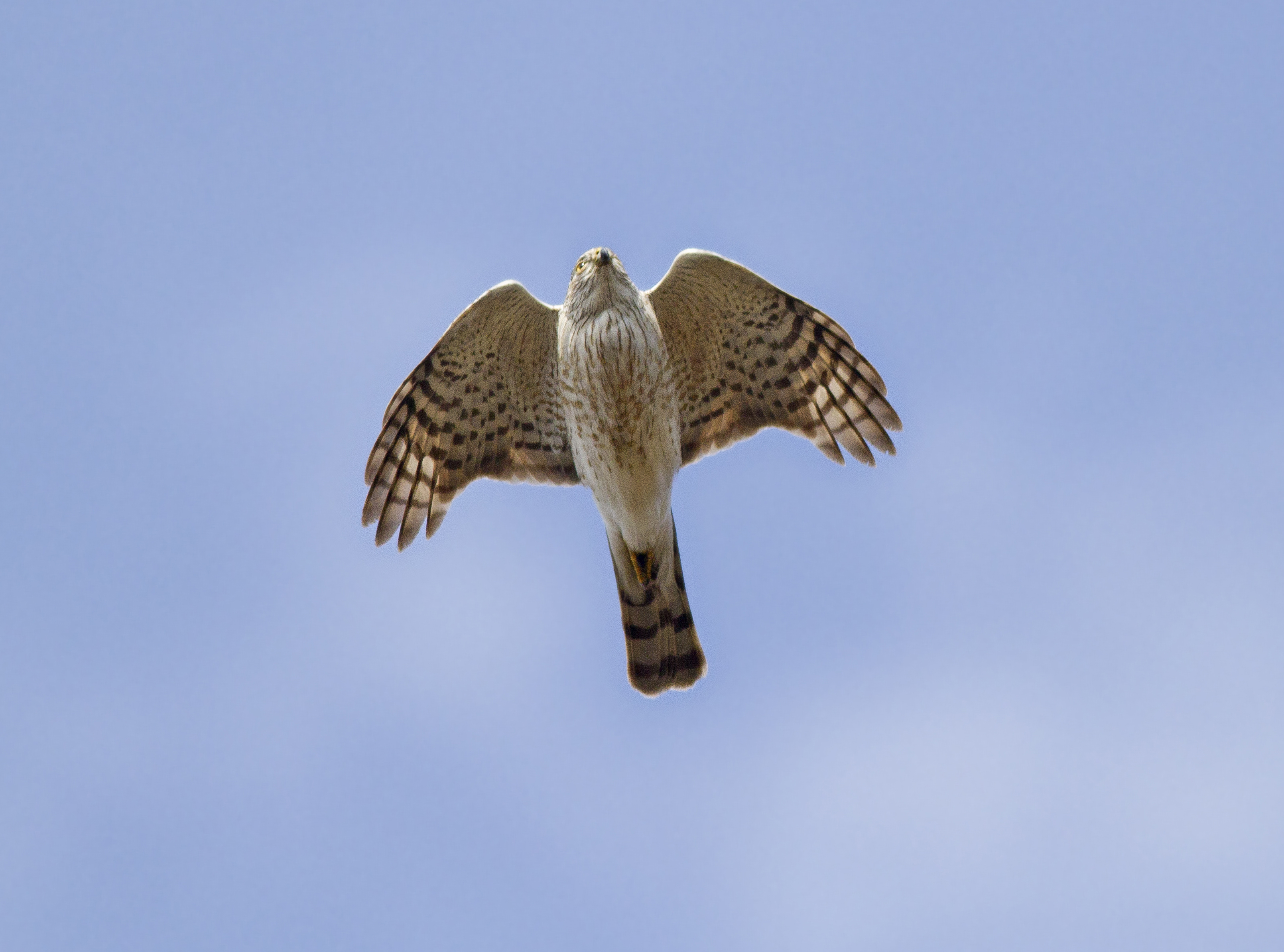
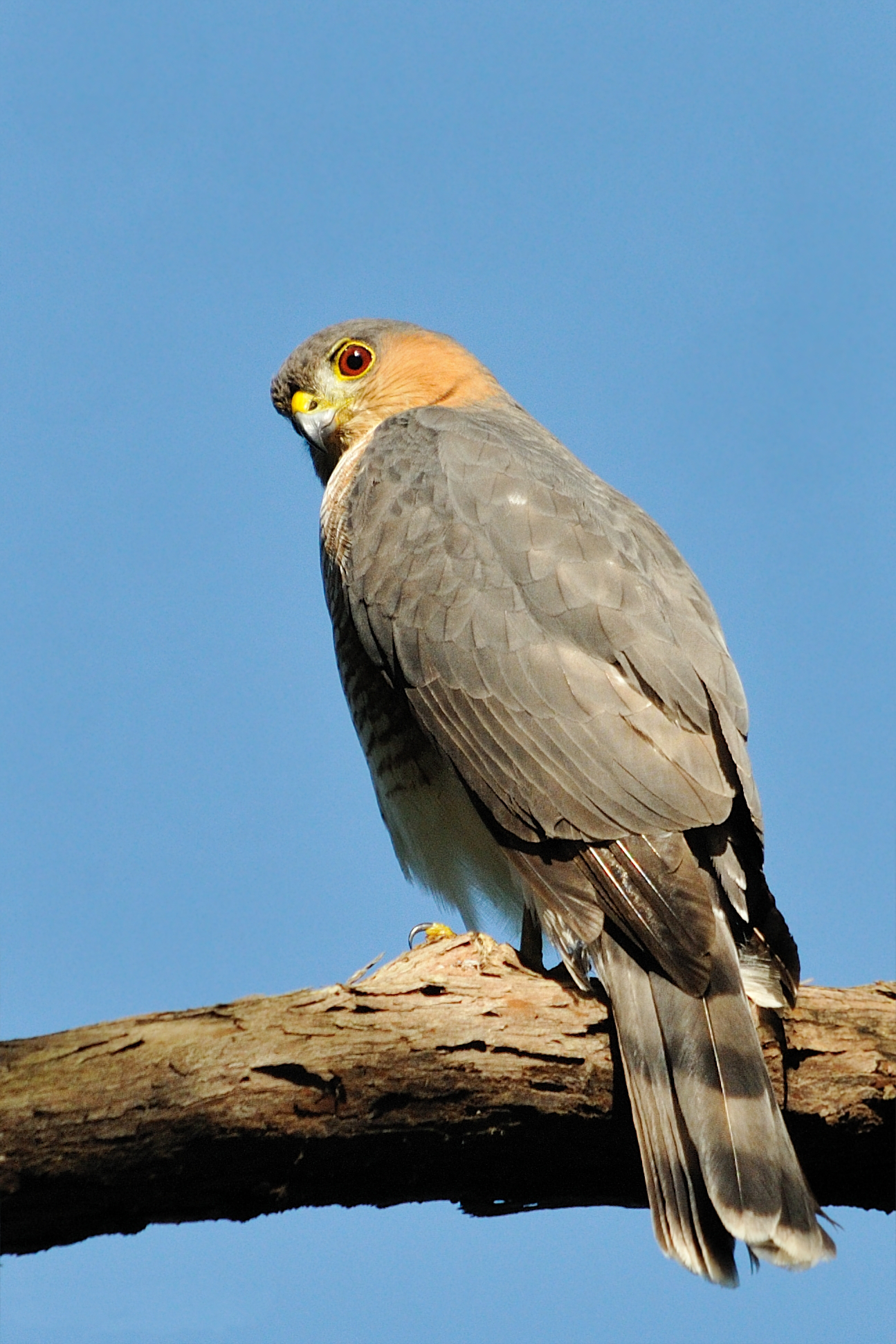